# Aleksandr Kriestinin
Aleksandr Siergiejewicz Kriestinin, ros. Александр Сергеевич Крестинин (ur. 19 września 1978 w Krasnodarze, Rosyjska FSRR) – rosyjski piłkarz, grający na pozycji pomocnika, trener piłkarski.

## Kariera piłkarska

### Kariera klubowa
Wychowanek Szkoły Sportowej nr 5 w Krasnodarze. W 1995 rozpoczął karierę piłkarską w klubie Kołos Krasnodar. W 2012 występował w klubach Rostsielmasz-2 Rostów nad Donem, Kubań Krasnodar, FK Krasnoznamiensk, Gazowik Orenburg, Kaspij Aktau, FK Rieutow, Spartak Tambow, Don Nowomoskowsk, Jassy Sajram, Nara Naro-Fominsk, Spartak Szczołkowo, Smiena Komsomolsk nad Amurem, Mietałłurg Krasnojarsk, Awtodor Timaszewsk i Neftczi Koczkorata. W 2012 przeszedł do amatorskiego zespołu Legion Krasnodar, w którym zakończył karierę piłkarza.

### Kariera reprezentacyjna
W latach 1995–1996 bronił barw juniorskiej reprezentacji Rosji.

## Kariera trenerska
Po zakończeniu kariery piłkarza rozpoczął pracę szkoleniowca. Od 2010 do 2011 roku prowadził Neftczi Koczkorata. 21 października 2014 został zaproszony na stanowisko selekcjonera narodowej reprezentacji Kirgistanu.

## Sukcesy i odznaczenia

### Sukcesy trenerskie
Neftczi Koczkorata
- mistrz Kirgistanu: 2010
- wicemistrz Kirgistanu: 2011
- finalista Pucharu Kirgistanu: 2010, 2011
- zdobywca Superpucharu Kirgistanu: 2011